# Grandjeanobates cryptacus
Grandjeanobates cryptacus är en kvalsterart som först beskrevs av Sandór Mahunka 1978.  Grandjeanobates cryptacus ingår i släktet Grandjeanobates och familjen Scheloribatidae. Inga underarter finns listade i Catalogue of Life.